# Casa di produzione cinematografica
Una casa di produzione cinematografica o casa produttrice cinematografica, se chiaro il contesto cinematografico anche semplicemente casa di produzione o casa produttrice, è un'impresa che ha come attività imprenditoriale principale la produzione di film.
Solo se possiede uno o più studi cinematografici, per metonimia la casa di produzione cinematografica è anche detta "studio cinematografico" (al plurale "studi cinematografici" o "studios cinematografici") o, se chiaro il contesto cinematografico, semplicemente "studio" (plurale "studi" o "studios").
Le maggiori case di produzione cinematografica del mondo sono statunitensi e sono dette major.
Le attuali Major sono conosciute come le Big Five e sono la Universal Pictures, Columbia Pictures, Walt Disney Pictures, Warner Bros. e Paramount Pictures; fino a marzo 2019 queste erano conosciute come Big Six e ne faceva parte anche la 20th Century Fox, fino all'acquisto di questa da parte della Walt Disney (la 20th Century Fox non fa più parte delle Big Six, ma fa ancora parte delle Major).

## Case di produzione fallite
A causa di una cattiva gestione del budget, di un casting scadente o di molteplici altri fattori, una casa di produzione può andare in fallimento o per lo meno dichiarare bancarotta; è il caso di varie case di produzione quali Carolco Pictures, Cannon Films, 21st Century Film Corporation... Tali case di produzione sono state fondate negli anni '70 ma a causa di film fallimentari sono state costrette a dichiarare fallimento appena 20 anni dopo. La New Line Cinema esiste ancora, ma è stata costretta a farsi assorbire dalla Warner Bros. e a licenziare circa 600 dipendenti per evitare di scomparire del tutto. Alcune case di produzione italiane come la Centauro Film ebbero appena 3 anni di vita prima di cessare le attività o di diventare solo figurative.